# スモゥルフィッシュ
スモゥルフィッシュ（smoulfish）は、札幌市を中心に活動している日本のフォークバンドである。バンド名はG. LOVE&SPECIAL SAUCE の” Small Fish”という曲名に由来する。

## メンバー
磯部和宏
ボーカル、ギター、作詞作曲担当。
金村東允
ドラムス担当、リーダー。
阿部康史
ベース担当。

### 旧メンバー
澁谷悠希
ギター担当。2006年から2016年まで在籍。

## 来歴
2002年ごろ札幌はススキノ近くのライブバー「馬賊」のマンスリーライブに出演するブルースバンドとして結成された。この時4人組であったが、磯部以外のメンバーは加入していない。
2003年、ベースが抜けたため阿部が加入。このころからオリジナル楽曲を作るようになる。
2004年、金村が加入しトリオとして活動するようになる。
以上はスモゥルフィッシュ公式サイトのプロフィールの情報だが、所属レーベルのサイトには「2005年1月　磯部和宏、阿部康史を中心に結成」とある。
2006年、澁谷が加入、2016年まで在籍。
2007年、モナレコードからアルバム「風立ちぬ夕暮れどきに」発売。
2008年、プロデューサーとして上田健司(ex KENZI & THE TRIPS,ex the pillows)を、エンジニアに植松豊を迎えWESS RECORDSからアルバム「僕はこの街にすむのさ」発売。
2010年、自主企画カフェライブ「スモゥルカフェ」をスタート。
2013年、キングレコードからアルバム「スモゥルフィッシュ」発売。
2017年7月、CD3枚連続リリースの第1弾「503840（ゴジュウ）」発売。
2017年11月、CD3枚連続リリースの第2弾「503840（サンジュウハチ）」発売。
2018年9月、CD3枚連続リリースの第3弾「503840（ヨンジュウ）」発売。

## 主なライブ[6][7]

### ワンマンライブ
| タイトル | 開催日               | 会場             | ゲスト等 | 備考                  |
| --- | -------------------- | ---------------- | --- | --------------------- |
| オーライ | 2007年3月31日（土）  | COLONY           | |                       |
| オーライ！ | 2008年5月17日（土）  | PENNY LANE 24    | |                       |
| 結果オーライ！！vol.0 | 2008年10月11日（土） | KRAPS HALL       | |                       |
| クリスマス・ワンマンライブ | 2010年12月25日（土） | JAMUSICA         | | スモゥルカフェvol.6   |
| スモゥルフィッシュワンマンライブ                                                                                                 | 2012年11月23日（金） | Beggars Harlem   | | スモゥルカフェvol.12  |
| スモゥルフィッシュメジャー第1弾アルバム 「スモゥルフィッシュ」発売記念ワンマンライブ ～輝け中年の星～                            | 2013年11月23日（土） | KRAPS HALL       | |                       |
| スモゥルフィッシュ結成10周年記念ワンマンライブ 10年目の大感謝祭                                                                  | 2014年12月13日（土） | KRAPS HALL       | サポートミュージシャン： key.工藤拓人 per.津波秀樹 tp.山田丈造 ゲストボーカル： 品川洋（OLD） 成山剛（sleepy.ab） 3浦1郎                                                                |                       |
| ムジカホールカフェ7周年 × スモゥルカフェ vol.16                                                                                  | 2015年8月30日（日）  | musica hall cafe | 映像演出：Patanica | スモゥルカフェ vol.16 |
| スモゥルカフェvol.19 番外編 ～11年目の収穫祭～                                                                                   | 2015年12月6日（日）  | KRAPS HALL       | サポートメンバー： Gt.山崎良太（smarttail） Key.島田しずか（43°） Perc.津波秀樹（バットルズ） ゲスト：vo.小松和子（ビートガレージ）＆さほっち 映像演出：Patanica                        | スモゥルカフェvol.19  |
| 一番搾り | 2016年11月27日（日） | KRAPS HALL       | ゲスト：岩見十夢 映像演出：Patanica |                       |
| やっさん生誕50周年&3枚連続リリース第1弾CD発売記念ライブ ～人間五十年夢幻のごとくなり～                                           | 2017年7月16日（日）  | KRAPS HALL       | サポートメンバー： Gt.山崎良太（smarttail） Key.水上昌紀（ビートガレージ） Perc.津波秀樹（バットルズ） ゲスト: Vo.岩見十夢 Vo.小松和子（ビートガレージ） Vo.三浦一郎 Ba.大野量平（OLD） |                       |
| スモゥルフィッシュ3枚連続リリース「503840」第2弾発売記念ライブ 「スモゥルカフェ vol.25 昼の部 新作爆音試聴会演奏トークなどなど」 | 2017年11月26日（日） | musica hall cafe | | スモゥルカフェ vol.25 |
| スモゥルフィッシュ3枚連続リリース「503840」第2弾発売記念ライブ 「スモゥルカフェ vol.25 夜の部 ガッチリワンマンライブ」           | 2017年11月26日（日） | musica hall cafe | | スモゥルカフェ vol.25 |
| スモゥルフィッシュ3枚連続リリース「503840」第3弾発売記念ライヴ 「スモゥルラッシュ」                                              | 2018年9月2日（日）   | 札幌くう         | |                       |
| スモゥルカフェvol.28 平成最後のワンマンライブ                                                                                    | 2018年12月2日（日）  | musica hall cafe | | スモゥルカフェ vol.28 |
| スモゥルフィッシュ結成15周年&磯部和宏40歳記念ライブショー「珈琲賛歌の賛歌」                                                      | 2019年11月4日（月）  | 渡辺淳一文学館   | ゲスト: Vo. 桜庭和 Vo. Chima Vo. 小松和子(NOX) Vo. 成山剛(sleepy.ab) key.水上昌紀(NOX)                                                                                                  |                       |
| スモゥルカフェvol.36〜やっさん復活祭〜                                                                                           | 2023年11月5日（日）  | musica hall cafe | サポートメンバー： Gt.山崎良太（smarttail） | スモゥルカフェvol.36  |

### 自主企画ライブ「スモゥルカフェ」
| vol. | タイトル | 開催日               | 会場                      | 他の出演者・ゲスト等 | 備考           |
| ---- | --- | -------------------- | ------------------------- | --- | -------------- |
| 1    | | 2010年4月24日（土）  | musica hall cafe          | 出演：natu |                |
| 2    | | 2010年５月30日（日） | かもめや（小樽）          | 出演：SACON |                |
| 3    | Candle Night Live | 2010年6月19日（土）  | JAMUSICA                  | 出演：サジカゲン |                |
| 4    | | 2010年7月25日（日）  | フライアーパーク          | 出演：高森ゆうき |                |
| 5    | | 2010年10月2日（土）  | musica hall cafe          | 出演：早瀬直久（from ベベチオ） |                |
| 6    | クリスマス・ワンマンライブ | 2010年12月25日（土） | JAMUSICA                  | | ワンマンライブ |
| 7    | モナレコード×スモゥルフィッシュ合同企画 第２夜 『スモゥルカフェvol.7 ＋ モナレコード』                                           | 2011年5月14日（土）  | musica hall cafe          | 出演：ユメオチ、金森浩太 |                |
| 8    | | 2011年10月29日（土） | JAMSICA                   | 出演：なかにしりくトリオ、といしちひろ（オープニングアクト） |                |
| 9    | | 2011年12月4日（日）  | musica hall cafe          | 出演：smart tail |                |
| 10   | | 2012年1月14日（土）  | musica hall cafe          | 出演： 岩崎愛 キッコリーズ |                |
| 11   | | 2012年3月10日（土）  | JAMUSICA                  | ゲスト：43° |                |
| 12   | スモゥルフィッシュワンマンライブ                                                                                                 | 2012年11月23日（金） | Beggars Harlem            | | ワンマンライブ |
| 13   | | 2014年4月27日（日）  | musica hall cafe          | 出演：shanghai |                |
| 14   | ルルルルズ「色即是空」リリースツアーin 札幌1日目 スモゥルカフェvol.14 ルルルルズ×スモゥルフィッシュ アコースティック2マン        | 2014年6月7日（土）   | musica hall cafe          | 出演：ルルルルズ サポート：pf.福由樹子 |                |
| 15   | | 2015年6月7日（日）   | musica hall cafe          | 出演：43° |                |
| 16   | ムジカホールカフェ7周年 × スモゥルカフェ vol.16                                                                                  | 2015年8月30日（日）  | musica hall cafe          | 映像演出：Patanica | ワンマンライブ |
| 17   | |                      |                           | |                |
| 18   | | 2015年10月11日（日） | musica hall cafe          | 出演：SE-NO |                |
| 19   | スモゥルカフェvol.19 番外編 ～11年目の収穫祭～                                                                                   | 2015年12月6日（日）  | KRAPS HALL                | サポートメンバー：Gt.山崎良太（smarttail）、Key.島田しずか（43°）、Perc.津波秀樹（バットルズ） ゲストボーカル：小松和子（ビートガレージ）＆さほっち 映像演出：Patanica | ワンマンライブ |
| 20   | 感謝祭 | 2016年2月14日（日）  | musica hall cafe          | ゲスト：岩見十夢、小松和子 |                |
| 21   | | 2016年5月15日（日）  | musica hall cafe          | 出演：樽木栄一郎 |                |
| 22   | ムジカホールカフェ8周年記念 × スモゥルカフェvol.22                                                                               | 2016年8月21日（日）  | musica hall cafe          | ゲスト：岩見十夢 |                |
| 23   | | 2016年12月25日（日） | カフェハルヤ              | ゲスト：vo.小松和子、pf.福由樹子 |                |
| 24   | | 2017年5月28日（日）  | musica hall cafe          | 出演：木箱 |                |
| 25   | スモゥルフィッシュ3枚連続リリース「503840」第2弾発売記念ライブ 「スモゥルカフェ vol.25 昼の部 新作爆音試聴会演奏トークなどなど」 | 2017年11月26日（日） | musica hall cafe          | | ワンマンライブ |
| 25   | スモゥルフィッシュ3枚連続リリース「503840」第2弾発売記念ライブ 「スモゥルカフェ vol.25 夜の部 ガッチリワンマンライブ」           | 2017年11月26日（日） | musica hall cafe          | | ワンマンライブ |
| 26   | 新春放談 | 2018年1月7日（日）   | musica hall cafe          | 出演：横沢ローラ&工藤拓人 |                |
| 27   | 新譜録音経過報告会 | 2018年7月28日（日）  | musica hall cafe          | 出演：横沢ローラ |                |
| 28   | 平成最後のワンマンライブ | 2018年12月2日（日）  | musica hall cafe          | | ワンマンライブ |
| 29   | | 2019年3月3日（日）   | musica hall cafe          | 出演：仲井友菜&齊藤森五 |                |
| 30   | 平成最後のスモゥルカフェ | 2019年3月31日（日）  | cafe CHI-MM               | 出演：原田茶飯事 |                |
| 31   | ようこそNOXへ | 2019年5月26日（日）  | NOX                       | 出演：古舘賢治 |                |
| 32   | NOX開店1周年記念特別企画 | 2020年2月8日（土）   | NOX                       | 出演：JabBee、岩見十夢 |                |
| 33   | 磯部和宏&やっさん誕生会配信@ムジカホールカフェ ライブもやります。                                                                | 2020年8月23日（日）  | musica hall cafe から配信 | | ワンマンライブ |
| 34   | お月見飲み会。ライブもやります                                                                                                   | 2020年10月11日（日） | musica hall cafe から配信 | | ワンマンライブ |
| 35   | 夏オワッチャゥ…ヨ | 2022年8月21日(日)    | NOX                       | サポートメンバー：Ba.菅原伸一（月光グリーン、NOX）、Key.水上昌紀（NOX） ゲスト：vo.小松和子（NOX）                                                                     | ワンマンライブ |
| 36   | やっさん復活祭 | 2023年11月5日（日）  | musica hall cafe          | サポートメンバー：Gt.山崎良太（smarttail） | ワンマンライブ |